# Lohnsteuerfreibetrag
Der Lohnsteuerfreibetrag ist im deutschen Einkommensteuerrecht ein Freibetrag, der als elektronisches Lohnsteuerabzugsmerkmal (ELStAM) übermittelt wird. Durch den Freibetrag wird die monatliche Bemessungsgrundlage, also das steuerpflichtige Bruttogehalt, gesenkt. Durch die entsprechend geringere Lohnsteuer kann dem Arbeitnehmer ein höheres Nettogehalt ausgezahlt werden.
Das genaue Gegenteil hierzu ist der weit weniger relevante Lohnsteuerhinzurechnungsbetrag. Beide wurden früher in die Lohnsteuerkarte eingetragen.

## Rechtsgrundlage
Der Lohnsteuerfreibetrag ist in § 39a Einkommensteuergesetz geregelt. Er wird auf Antrag des Steuerpflichtigen vom Finanzamt als ELStAM übermittelt.
Eingerechnet werden insbesondere:
- Werbungskosten, soweit sie über dem Arbeitnehmerpauschbetrag von jährlich 1.230 Euro (Stand 2024) liegen
- Sonderausgaben, soweit sie über dem Pauschbetrag von jährlich 36 Euro liegen
- außergewöhnliche Belastungen
- eine Reihe von negativen Einkünften (z. B. Verluste aus Vermietung und Verpachtung)

## Rechtsmittel
Die Eintragung eines Freibetrages bzw. die Ablehnung einer solchen Eintragung durch die Behörde ist verfahrensrechtlich eine gesonderte Feststellung einer Besteuerungsgrundlage im Sinne des § 179 Abs. 1 Abgabenordnung. Der Steuerpflichtige kann gegen die Entscheidung des Finanzamtes zunächst Einspruch einlegen oder vor den Finanzgerichten klagen.

## Ökonomische Wirkung
Die Lohnsteuer ist in Deutschland eine Vorauszahlung auf die Einkommensteuer. Durch die Eintragung von Lohnsteuerfreibeträgen kann der Steuerpflichtige vermeiden, während des laufenden Jahres mit zu hohen Steuerabzügen belastet zu werden. Er spart hierdurch kalkulatorisch Zinsen. Im Gegenzug ist er bei Eintragung eines Freibetrags verpflichtet, eine Einkommensteuererklärung abzugeben.